# Lasioglossum lamborni
Lasioglossum lamborni là một loài Hymenoptera trong họ Halictidae. Loài này được Cockerell mô tả khoa học năm 1945.